# Novi vára (Lika)
Novi vára középkori vár volt Horvátországban, a Lika-Zengg megyei Gospićhoz tartozó Lički Novi határában.

## Fekvése
A Gospićtól délre felvő Novi falu felett a 617 méter magas Gradina nevű magaslaton találhatók az egykori vár maradványai.

## Története
Novigradot, amelyet latinul „Novum castrum”-nak hívtak, először 1449-ben említették, amikor a Frangepán grófok megosztották egymás között birtokaikat. Frangepán Dujam gróf ekkor Osztrovica, Szluin és Ledenice mellett a likai Novigradot is megkapta. A knini káptalan, mint hiteleshely oklevele szerint Dujam jogszerűen került Novigrad birtokába, amit 1464. július 22-én Mátyás király is megerősített. Ebben a királyi oklevélben egyébként Novigradot „castrum Uywar”-nak, azaz Újvárnak nevezik.
Később Novigrad a korbáviai grófok birtokaihoz tartozott. A szerződés alkalmával, amelyet Ivan Karlović, Krbavski utolsó grófja sógorával, Zrínyi Miklóssal kötött 1509-ben, birtokai között megemlíti a likai Novigradot is. Amikor a törökök 1527-ben meghódították Likát, Novigradot is elfoglalták és egészen 1689-ig hatalmukban maradt. A Herberstein császári generális vezette krajnai hadsereg 1685 szeptemberében tört be Likába és szeptember 15-én ért Novi vára alá, ahol katonái 400 házat gyújtottak fel a környező falvakban. A törökök a várból lövöldözni kezdtek a keresztény katonákra, akik gyorsan viszonozták a fogadtatást, ekkor a vár majdnem leégett. A következő évben, 1686-ban a nápolyi származású Parella márki, akit Lipót király tábornokká nevezett ki, ütött rajta a vidéken. Parellának azonban túl kevés katonája volt, ezért a novi törökök nyílt csatában győzték le.
A horvátok végül 1689-ben foglalták vissza Novit. A horvát sereg Marko Mesić pap vezetésével június 15-én érkezett Novi alá Brinjéből, Otocsánból, Zenggből és Podgorjéből toborzott legénységgel. A novi törökök annyira megijedtek, hogy eszükbe sem jutott a vár megvédése. Minden ellenállás nélkül adták át azt a horvátoknak azzal a feltétellel, hogy szabadon mehetnek Udbinába. Mesić megengedte nekik ezt és még 300 horvátot is melléjük rendelt, hogy 80 törököt kísérjenek Bilajba. Nem minden török hagyta el azonban Novit, mert az Asić, Čanić, Jengić, Music, Šaban és Tunić családokat megkeresztelték. 1691-ben Mesić az ország különböző részeiről hozott ide horvát családokat. Az így létrejött nagyobb falu eredetileg a likai határőrezred központja volt.
Noviban 1690-ben Páduai Szent Antal tiszteletére templom épült, mely 1776-ig a likai és korbavai főesperes székhelye volt. Novit 1692-ben elpusztították a boszniai törökök, amikor megtámadták Likát, kifosztották és felégették Novit és Divoselót. Visszafelé a likaiak a Ploščani-szurdokban verték meg ezt a török sereget. Valószínű, hogy a törökök ekkor felgyújtották a Novi feletti várat is. Ezt sejthető Sebastijan Glavinić püspök leírásából, aki 1696-ban azt írja, hogy ennek a várnak négy tornya volt, de most már csak a romjai vannak.